# Juan Luis Alonso Doral
Juan Luis Alonso Doral, meglio conosciuto come Juanlu Alonso (Madrid, 14 febbraio 1976) è un allenatore di calcio a 5 spagnolo.

## Carriera

### Giocatore
Gioca per soli quattro anni, nella formazione riserve dell'Inter Fútbol Sala e nell'Alcobendas, prima di diventare allenatore.

### Allenatore
Nel 1998 inizia la carriera di tecnico, guidando per due stagioni l'ultima squadra in cui ha militato da giocatore: l'Alcobendas.
Dopo due anni da secondo, prima del Carnicer Torrejón e successivamente dell'Inter Fútbol Sala, nel 2002, a soli 26 anni, ottiene l'abilitazione da allenatore.
Dal 2002 al 2004 allena il Las Rozas Boadilla, in seconda divisione spagnola, prima di tornare, per una stagione, a fare il vice all'Inter.
Nella stagione 2005-2006 allena il Prone Lugo, dove vince il suo primo trofeo: la Coppa delle Coppe, battendo in finale il Boavista.
Dopo un anno al Puertollano, diventa tecnico del Pinto, che, nel 2008, riporta in Primera División.
Nell'estate 2008 è chiamato a sostituire Jesús Candelas (del quale era stato vice per due anni) sulla panchina dell'Inter Fútbol Sala; alla sua prima stagione conquista Supercoppa, Coppa di Spagna, e, soprattutto, a soli 33 anni, la Coppa UEFA nella final four di Ekaterinburg. Questi 3 trofei lo portano a vincere il premio di Miglior Allenatore della stagione da parte dell’Associazione degli allenatori di Futsal Spagnola (ANEFS) e il terzo posto ai Futsal Awards. La stagione successiva è però esonerato dopo pochi mesi e sostituito proprio da Candelas.
Nell'estate 2010 sostituisce Miki al Baix Maestrat, rimanendo per due anni, fino allo scioglimento della società.
Dopo due mesi alla guida del Navalagamella, in terza serie, a inizio 2013 torna in Primera División, questa volta al Burela, dove rimane per una stagione e mezza.
Nel 2016 allena per qualche mese il Manzanares, per poi iniziare, il 13 aprile, la sua prima esperienza all'estero, venendo ingaggiato, al termine della stagione regolare, dalla Cogianco, in sostituzione di Alessio Musti. L'avversaria che si trova ai quarti di finale play-off è la favoritissima Asti che, pur essendo messa in difficoltà dalla squadra genzanese, ha la meglio ai supplementari di gara 3. La stagione successiva la Cogianco si mantiene sempre nelle posizioni di media classifica, venendo sconfitta in semifinale di Coppa Italia dalla Luparense (dopo aver battuto ai quarti il più quotato Napoli) e ai quarti di finale play-off dall'Acqua e Sapone (anche qui, come l'anno precedente, non senza mettere difficoltà l'avversaria).
Nell'estate del 2017, complice lo scioglimento della squadra laziale, è chiamato dal Kaos (appena trasferitosi da Ferrara e Reggio Emilia) dove porta con sé Molitierno, Fusari e Fits.

## Palmarès

### Allenatore

#### Competizioni nazionali
- Coppa di Spagna: 1
Inter: 2008-2009
- Supercoppa di Spagna: 1
Inter: 2008
- Coppa della Divisione: 1
Kaos: 2017-18

#### Competizioni internazionali
- Coppa delle Coppe: 1
Prone Lugo: 2005-06
- Coppa UEFA: 1
Inter: 2008-2009